# Seznam vrcholů v Javorí
Seznam vrcholů v Javorí zahrnuje pojmenované vrcholy s nadmořskou výškou nad 800 m. K sestavení seznamu bylo použito map dostupných na stránkách hiking.sk. Jako hranice pohoří byla uvažována hranice stejnojmenného geomorfologického celku.

## Seznam vrcholů
| #   | Vrchol         | Výška (m) | Souřadnice                       | Podcelek              | Přístup                   |
| --- | -------------- | --------- | -------------------------------- | --------------------- | ------------------------- |
| 1.  | Javorie        | 1044      | 48°26′30″ s. š., 19°17′25″ v. d. | Javorianska hornatina | neznačeno                 |
| 2.  | Priečne        | 1023      | 48°26′24″ s. š., 19°15′09″ v. d. | Javorianska hornatina | neznačeno                 |
| 3.  | Hômolka        | 1013      | 48°26′33″ s. š., 19°16′20″ v. d. | Javorianska hornatina | neznačeno                 |
| 4.  | Ďurovie vrch   | 934       | 48°28′39″ s. š., 19°19′09″ v. d. | Javorianska hornatina | červená turistická značka |
| 5.  | Kukučkov kopec | 927       | 48°28′19″ s. š., 19°16′12″ v. d. | Javorianska hornatina | neznačeno                 |
| 6.  | Makytová       | 922       | 48°28′17″ s. š., 19°18′29″ v. d. | Javorianska hornatina | červená turistická značka |
| 7.  | Rimáň          | 918       | 48°28′02″ s. š., 19°15′12″ v. d. | Javorianska hornatina | neznačeno                 |
| 8.  | Lomné          | 908       | 48°29′43″ s. š., 19°09′46″ v. d. | Lomnianska vrchovina  | neznačeno                 |
| 9.  | Vysoká         | 908       | 48°25′55″ s. š., 19°16′28″ v. d. | Javorianska hornatina | neznačeno                 |
| 10. | Sekier         | 887       | 48°28′30″ s. š., 19°11′49″ v. d. | Lomnianska vrchovina  | neznačeno                 |
| 11. | Veľký Lysec    | 886       | 48°28′53″ s. š., 19°14′49″ v. d. | Javorianska hornatina | neznačeno                 |
| 12. | Kozí hrb       | 874       | 48°28′59″ s. š., 19°13′30″ v. d. | Lomnianska vrchovina  | neznačeno                 |
| 13. | Sokolovo bralo | 869       | 48°25′43″ s. š., 19°19′15″ v. d. | Javorianska hornatina | neznačeno                 |
| 14. | Veľký Korčín   | 863       | 48°30′31″ s. š., 19°16′41″ v. d. | Lomnianska vrchovina  | neznačeno                 |
| 15. | Človekovo      | 844       | 48°31′06″ s. š., 19°13′07″ v. d. | Lomnianska vrchovina  | zelená turistická značka  |
| 16. | Dedinský vrch  | 811       | 48°27′16″ s. š., 19°20′12″ v. d. | Javorianska hornatina | neznačeno                 |